# Porotrichum arbusculans
Porotrichum arbusculans là một loài rêu trong họ Neckeraceae. Loài này được (Müll. Hal.) Ochyra mô tả khoa học đầu tiên năm 2011.